# ادرار شتر
ادرار شتر (انگلیسی: Camel urine) قرن‌ها در شبه جزیره عربستان برای اهداف دارویی استفاده شده‌است. سازمان جهانی بهداشت توصیه به اجتناب از نوشیدن آن کرده و این عمل را با نشانگان تنفسی خاورمیانه یا همان بیماری کشنده مرس مرتبط دانسته‌است.

## تاریخچه در طب نبوی اسلامی
گفته می‌شود پیامبر به برخی افراد توصیه کرده‌است «برای سلامتی بدنشان» از آن استفاده کنند. همچنین در حدیث آمده‌است: "برخی از افراد قبیله" اوکل "یاً اورینا "به مدینه آمدند و آب و هوای آنجا برای آنها مناسب نبود … بنابراین پیامبر دستور داد که به گله شترها (میلچ) بروند و شیر و ادرار آنها را بنوشند (به عنوان دارو) … بنابراین آنها طبق دستورالعمل پیش رفتند و بعد از اینکه سالم شدند ".
دانشمند اسلامی، محمد نجیب قاسمی، اظهار داشت که محمد به مردم دستور نداد که ادرار شتر بنوشند بلکه آن را از خارج استفاده کنند زیرا کلمه اصلی این کلمه دارای کلمه آزمدو (Azmadu) است که به معنی استفاده از لایه ای از چیزی است. با این حال، الشیخ بختیار ناصر، یک دانشمند اسلامی، از مصرف ادرار شتر حمایت و از آن دفاع کرده و ادعا کرد که مخلوط ادرار و شیر شتر فواید دارویی دارد. در پاسخ، دانشمندان در کشورهای اکثریت مسلمان و غیرمسلمان این ادعاها را رد کردند و در واقع مصرف ادرار شتر را به شیوع بیماری معروف به کرونا ویروس وابسته به سندرم تنفسی خاورمیانه (MERS) مرتبط می‌دانند.

## سوء برداشت
ادرار شتر یک گرته‌برداری از واژه عربی بول‌الابل است. بنا بر آنچه در لغت‌نامه دهخدا آمده‌است بول‌الابل نام یک گیاه است.

## نوشیدن ادرار شتر در ایران
در ایران فردی دارای مطب طب سنتی از خود کلیپی منتشر کرد که در آن ادرار شتر را نوشید و آن را درمان کرونا نامید و به حدیثی از امام شیعیان صادق استناد کرد که در آن ذکر شده ادرار شتر برای درمان امراض تنفسی مفید است. این شخص پس از تحت تعقیب قرار گرفتن توسط پلیس دستگیر شد؛ و در اعتراف تلویزیونی بیان کرد که فاقد مدرک طب سنتی است.